# Regional Municipality of Peel
Regional Municipality of Peel är en sekundärkommun av typen region i den kanadensiska provinsen Ontario. Den ligger i den sydöstra delen av landet, 400 km sydväst om huvudstaden Ottawa. Antalet invånare var 1 381 739 2016. Arean är 1 242 kvadratkilometer.
Peel delas in i:
- Brampton
- Caledon
- Mississauga